# Захарченко Наталія Йосипівна
Ната́лія Йо́сипівна Заха́рченко (нар. 3 липня 1907, Ковель — пом. 22 березня 1992, Київ) — українська радянська співачка (сопрано), заслужена артистка УРСР (1940).

## Короткий життєпис
1930 року закінчила Київську консерваторію по класу Олени Муравйової.
В 1931—1955 роках працювала солісткою Київського театру опери та балету.
З 1953 року — викладачка Київської консерваторії, 1973—1990 — професорка.
Серед її учнів — Елла Акритова, Євдокія Колесник та Марія Стефюк.
На її вшанування в Києві встановлена пам'ятна дошка на вулиці архітектора Городецького.

### Серед виконаних партій
- Мікаела, «Кармен» Ж. Бізе,
- Оксана, «Запорожець за Дунаєм» С. Гулака-Артемовського,
- Наталка, «Наталка Полтавка», М. Лисенка,
- Марильця, «Тарас Бульба» М. Лисенка,
- Баттерфляй — «Мадам Баттерфляй» Дж. Пуччіні,
- Маженка, «Продана наречена» Б. Сметани,
- Тетяна, Марія, Ліза — «Євгеній Онєгін», «Мазепа», «Пікова дама» П. Чайковського.